# Flair Records
Flair Records was een Amerikaans platenlabel waarop blues en rhythm & blues uitkwam. Het label was een sublabel van Modern Records, eigendom van de gebroeders Bihari, en bestond van 1953 tot 1955. Artiesten die op het label werden uitgebracht waren onder meer Ike Turner, Elmore James. Johnny Ace, The Flairs, James Reed, Richard Berry, Shirley Gunter en Mercy Dee.